# Tongzhou Beiyuan
Tongzhou Beiyuan (in cinese: 通州北苑站S, Tōngzhōu běiyuàn zhànP) è una stazione della linea Batong della metropolitana di Pechino.
Dal 29 agosto 2021 è stato avviato l'esercizio congiunto tra la linea 1 e la linea Batong, le quali operano come un’unica linea continua. Sebbene la linea venga principalmente indicata come "linea 1−Batong", la denominazione "linea Batong" non è stata eliminata dalla segnaletica e dalle mappe ufficiali, rendendo di fatto la stazione di Tongzhou Beiyuan di competenza della linea Batong.

## Storia
Il tracciato della linea Batong è stato definito nei primi anni '90 come parte della proposta di progettazione della metropolitana di Pechino a servizio del distretto di Chaoyang. I lavori di costruzione sono stati avviati il 28 dicembre 2001 e la linea è stata inaugurata due anni dopo, il 27 dicembre 2003, aprendo al pubblico le 13 stazioni nella tratta Sihui − Tuqiao.
Nel 2010 si iniziò a ipotizzare una operatività congiunta tra la linea 1 e la linea Batong, che avrebbe ridotto i tempi di viaggio e evitato lo scambio alla stazione di Sihui o Sihuidong. Si notò, però, che da un punto di vista ingegneristico l'operazione sarebbe stata estremamente difficoltosa in quanto le due linee utilizzavano una segnaletica differente. Gli studi di fattibilità vennero avviati nel 2016 e il 12 giugno 2020 la Commissione di riforma e sviluppo di Pechino approvò il progetto di interconnessione della linea 1 e della linea Batong.
In seguito, il 29 agosto 2021, venne avviata l’operatività congiunta tra la linea 1 e la linea Batong, unificando il tracciato delle due linee. Pur operando come un’unica linea integrata, il servizio che copre le stazioni della linea Batong (da Gaobeidian a Universal Resort) termina anticipatamente rispetto a quello che serve le stazioni della linea 1 (da Gucheng a Sihuidong).

## Posizione

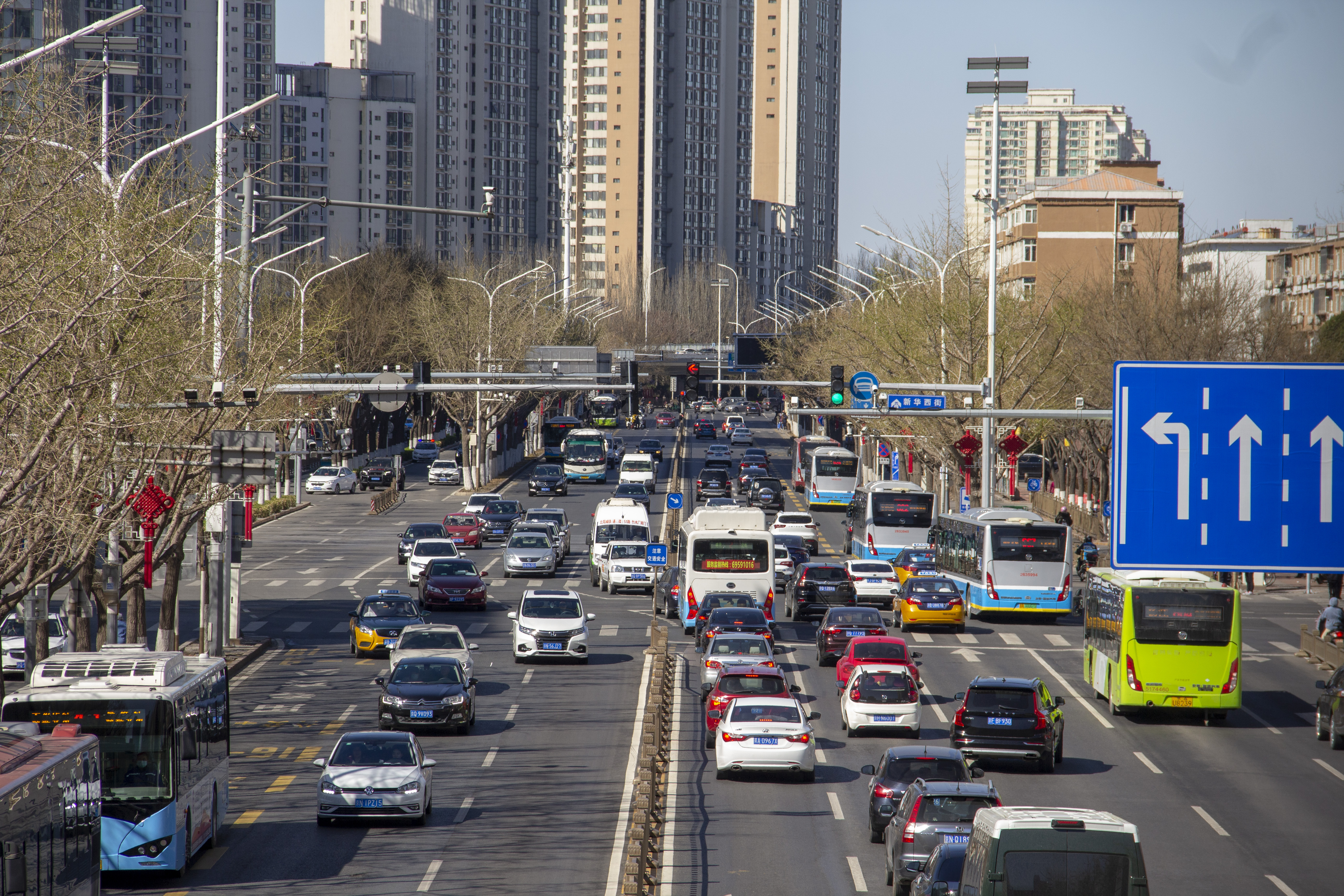
Xinhua West Street, la via dove sorge la stazione di Tongzhou Beiyuan.

La stazione di Tongzhou Beiyuan si trova nel sobborgo di Beiyuan, nel distretto di Tongzhou, alla periferia orientale di Pechino. È stata costruita sul lato sud dell'incrocio tra Beiyuan South Road e Xinhua West Street ed è disposta parallelamente a Beiyuan South Road.

## Struttura e impianti
La stazione di Tongzhou Beiyuan è una stazione sopraelevata e presenta una struttura simile alle altre stazioni sopraelevate della linea, con un atrio centrale e banchine laterali. La stazione è strutturata in due piani sopraelevati: il primo piano è dedicato all'atrio e ai tornelli, mentre il secondo alle due banchine.
La stazione presenta due accessi, indicati con le lettere A e B.

## Servizi
La stazione dispone di:
- Accessibilità per portatori di handicap (ingresso B)
- Emettitrice automatica biglietti
- Servizi igienici
- Sportello automatico
- Stazione video sorvegliata
- Ufficio polizia

### Orari
Il primo treno lascia la stazione di Tonzhou Beiyuan in direzione Universal Resort tutti i giorni alle 5:57, mentre l'ultimo parte alle 23:59. In direzione opposta, verso Gucheng, il primo treno effettua servizio alle 5:26 mentre l'ultimo alle 23:12.

## Interscambi
- Fermata autobus